# Randa (Baleares)
Randa es una localidad y pedanía española perteneciente al municipio de Algaida, en la parte centro-sur de Mallorca, comunidad autónoma de las Islas Baleares.

## Situación
Se encuentra a las faldas del Puig de Randa, donde se encuentra el Santuario de Cura.
Confina al norte con la capital del municipio, Algaida, y al sur con Llucmajor.

## Evolución demográfica
| 2000 | 2001 | 2002 | 2003 | 2004 | 2005 | 2006 | 2007 | 2008 | 2009 | 2010 | 2011 |
| 92   | 91   | 95   | 97   | 91   | 87   | 94   | 100  | 124  | 113  | 109  | 111  |

- Datos: Q6100213